# Митрофаново (Забайкальский край)
Митрофа́ново — село в центральной части Шилкинского района Забайкальского края России.
Население — 479 чел. (2021).

## География
Расположено близ реки Шилка. До районного центра, Шилки, 6 км. До Читы через Урульгу и по федеральной трассе «Амур» 213 км.

## История
Митрофаново является одним из старейших сёл Забайкалья. Основано в 1655 году на левом берегу реки Шилка. В 1764 году село приписано Нерчинскому сереброплавильному заводу. С 1851 года является казачьей станицей пешего казачьего войска. Тогда здесь проживало 5 казаков Забайкальского городового полка и 122 крестьянина, зачисленных в пешие казаки войска. Митрофаново было административным центром со станичной и сельской управами, церковью и школой.
В 1872—1918 годы в станице находился центр 3-го военного отделения Забайкальского казачьего войска. В 1893 году в Митрофановскую станицу входило 11 посёлков с населением в 3583 человек. Первоначально, Митрофаново располагалось на берегу реки Шилка, где размещалась пристань. В 1895 году через Митрофаново планировалось строительство железной дороги.
Наводнением 1897 года было снесено большинство домов и построек, а также железнодорожные сооружения, что заставило жителей переселиться на более высокое место.
В 1916 году население составляло 500 человек, на которых приходились посевных площадей зерновых 554 десятины. В личных подсобных хозяйствах числилось 424 лошади, 1030 голов крупно-рогатого скота, 135 овец и коз. В 1923 году население составляло 679 человека, посевные площади зерновых 702 десятины.
В годы Гражданской войны, казаки вошли в 11-й казачий полк белых. Коллективизация хозяйств конца 1920-х — начала 1930-х была кратковременной и проходила насильственными методами.
С 1954 году в Митрофаново размещалось одно из отделений колхоза «Красная звезда». Позже был образован овощеводческий совхоз «Митрофановский», позже сельскохозяйственный производственный кооператив, к 2003 году сельскохозяйственная артель «Митрофаново».

## Население
| 1916 | 1923 | 1989 | 2002 | 2010 | 2014 | 2016 |
| ---- | ---- | ---- | ---- | ---- | ---- | ---- |
| 500  | ↗679 | ↘667 | ↘557 | ↗592 | ↘562 | ↘537 |
| 2017 | 2018 | 2019 | 2020 | 2021 |      |      |
| ↘529 | ↗531 | ↘518 | ↘514 | ↘479 |      |      |

## Инфраструктура
В 1987 году в селе появился Дом культуры с библиотекой, читальным, спортивным и танцевальным залами, в 1988 году построен двухэтажный детский сад.
Сегодня в селе функционируют средняя школа с кадетскими классами, детский сад, фельдшерско-акушерский пункт.

## Памятники
В Митрофаново находится памятник в честь воинов-земляков, погибших в боях Великой Отечественной войны. В районе села расположен комплекс археологических памятников Ишихан.